# 采瓦斯海爾峰

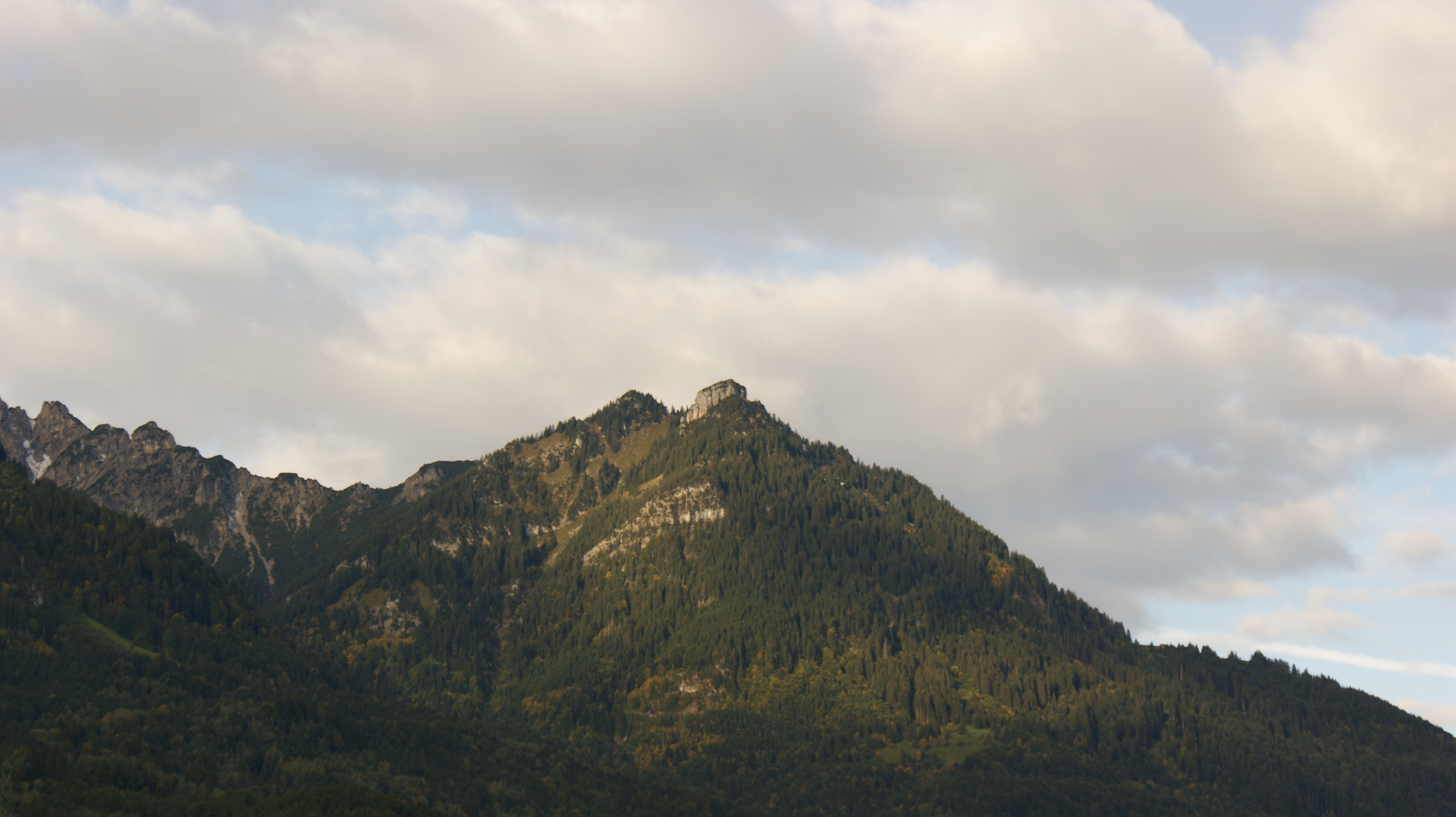

47°10′50″N 9°37′53″E / 47.180573°N 9.631361°E
采瓦斯海爾峰（德語：Zäwasheilspitz），是奧地利的山峰，位於該國西部，由福拉爾貝格州負責管轄，屬於雷蒂孔山的一部分，處於弗拉斯坦茨和嫩青接壤的邊界，海拔高度1,778米。